# Jordi Savall
Jordi Savall i Bernadet (født 1. august 1941 i Igualada, Catalonien) er en spansk-katalansk musikteoretiker og gambist.

## Historie
Jordi Savall studerede cello på Conservatori Superior de Música de Barcelona i Barcelona. Han var elev ved Wieland Kuijken i Belgien og fra 1968 hos August Wenzinger i Basel. Savalls interesse i tidlig musik førte ham til Schola Cantorum Basiliensis Wenzingers, hvor han overtog ledelsen i 1974. Samme år grundlagde han ensemblet Hesperion XX (nu: Hesperion XXI). Hesperion har specialiseret sig i tidlig musik fra Den Iberiske Halvø. I 1987 dannede Savall La Capella Reial de Catalunya, et ensemble med speciale i kirkemusik fra middelalderen.
Gennem optrædener i hele verden og talrige indspilninger har Jordi Savall oparbejdet et ry som en stor fortolker af tidlig musik og musikforsker på området. Han blev kendt for et bredere publikum gennem den franske film Tous les Matins du monde fra 1991, hvor han indspillede lydspor til gambemusikken.
Savall var gift med sopranen Montserrat Figueras (1942-2011). Børnene Arianna og Ferran Savall er også musikere.

## Udmærkelser
- 1992: Césarprisen - for bedste musik skrevet til en film
- 2009: Byen Halles Händel-Preis
- 2010: Praetorius Musikpreis: International fredsmusikpris
- 2012: Léonie Sonnings Musikpris
- 2013: Ridder af Æreslegionen